# ONE Friday Fights 58
ONE Friday Fights 58: Superbon vs. Grigorian 3 (también conocido como ONE Lumpinee 58) fue un evento de deportes de combate producido por ONE Championship llevado a cabo el 5 de abril de 2024, en el Lumpinee Boxing Stadium en Bangkok, Tailandia.

## Historia
Una trilogía por el Campeonato Mundial Interino de Kickboxing de Peso Pluma de ONE entre el excampeón Superbon Singha Mawynn y el excampeón de peso ligero de Glory Marat Grigorian encabezó el evento.
Una pelea por el Campeonato Mundial de Kickboxing de Peso Paja de ONE entre el actual campeón Jonathan Di Bella y el actual campeón mundial de muay thai de peso paja de ONE Prajanchai P.K.Saenchai estaba programada para llevarse a cabo en el evento. Sin embargo, Di Bella falló el test de hidratación en el pesaje y la pelea fue cancelada.
El excampeón mundial de muay thai de peso gallo de ONE Nong-O Hama enfrentó a Kulabdam Sor Jor Piek Uthai en el evento.

## Resultados
1. ↑  Por el Campeonato Mundial Interino de Kickboxing de Peso Pluma de ONE.

## Bonificaciones
Los siguientes peleadores recibieron bonos.
- Actuación de la Noche (฿350.000): Nakrob Fairtex y MuangThai P.K. Saenchai
- Actuación de la Noche (฿700.000): Shadow Singha Mawynn